# Philophylla curvinervis
Philophylla curvinervis är en tvåvingeart som först beskrevs av Mario Bezzi 1928.  Philophylla curvinervis ingår i släktet Philophylla och familjen borrflugor.
Artens utbredningsområde är Fiji. Inga underarter finns listade i Catalogue of Life.